# كيث واتسون (سياسي)
كيث واتسون (بالإنجليزية: Keith Watson)‏ هو سياسي أسترالي، ولد في 22 أغسطس 1900، وتوفي في 13 يناير 1973.